# Filologia angielska

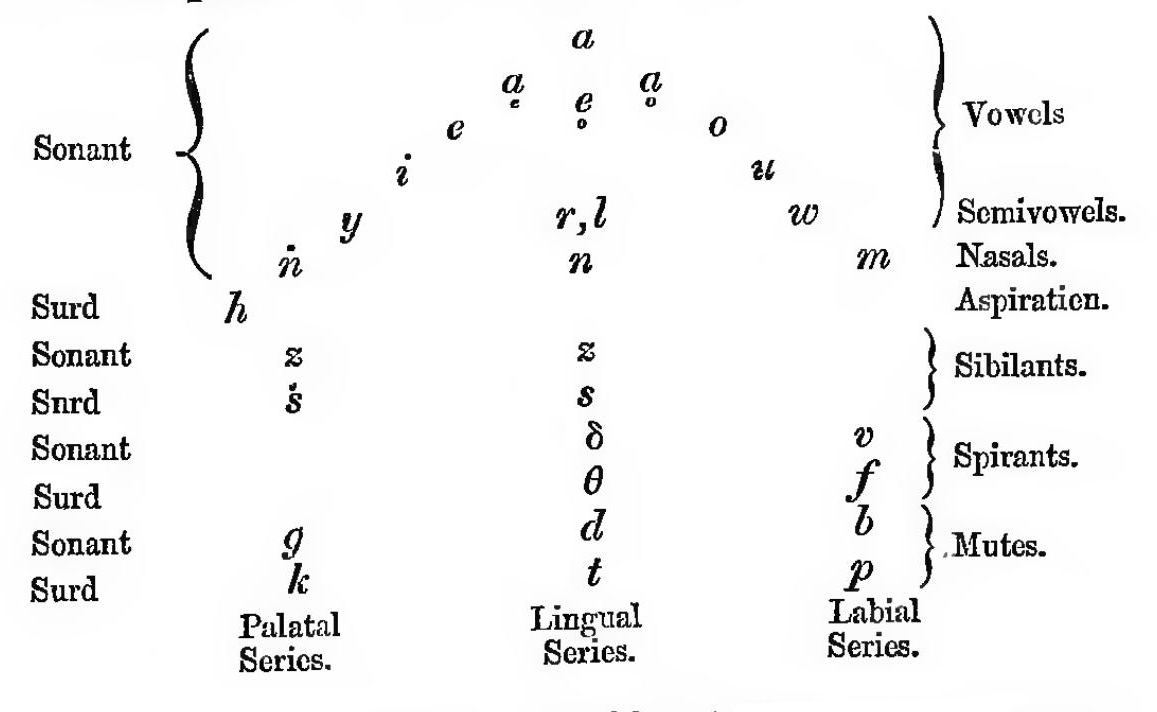
Diagram fonemów języka angielskiego

Filologia angielska (ang. English studies), in. anglistyka (niem. Anglistik, z fr. anglistique) – filologia języka angielskiego; nauka o języku, literaturze i kulturze krajów angielskiego obszaru językowego; kierunek studiów uniwersyteckich.
Dotyczy to państw, gdzie język ten jest uznawany za język urzędowy lub pomocniczy. Także kierunek w szkole wyższej, którego przedmiotem dydaktyki i badań są wymienione dziedziny. W Polsce problematyką anglistyki zajmują się uczelnie we wszystkich większych ośrodkach akademickich.